# تل تخت گووگ
'تپه تخت گوهر مربوط به دوره هخامنشی است و به محوطه مقدس و عبادتگاه کوروش بزرگ در شهر پاسارگاد، شمال مجموعه پاسارگاد واقع شده و این اثر در تاریخ ۹ اردیبهشت ۱۳۸۲ با شمارهٔ ثبت ۸۴۹۶ به‌عنوان یکی از آثار ملی ایران به ثبت رسیده است.